# David Goodier
Pour les articles homonymes, voir Goodier.
David Goodier (né le 13 septembre 1954 dans le comté de Wiltshire près de Stonehenge) est un musicien britannique. Il est l'actuel bassiste du groupe de rock progressif Jethro Tull.
Goodier a travaillé avec de nombreux artistes de multiples genres (jazz, pop et rock), faisant aussi partie de différents orchestres. Depuis 2002, il accompagne le leader de Jethro Tull Ian Anderson dans ses tournées. À l'été 2006, il accompagne également Lesley Garrett dans sa tournée du Royaume-Uni. En 2011 et 2012, il travaille avec Anderson sur l'album Thick as a Brick 2, tout en poursuivant ses tournées avec ce dernier.